# 笑傲江湖 (1996年電視劇)
《笑傲江湖》（英語：State of Divinity）是香港電視廣播有限公司根據金庸所著武俠小說《笑傲江湖》改編而拍攝製作的古裝武俠劇集，全劇共40集，監製李添勝，此劇為無綫電視繼1984年劇集《笑傲江湖》後拍攝製作的第二部同名劇集。
此劇為無綫電視首部於黃金時段播放配上中文字幕的全自製（非外購）非雙語廣播劇集。此後所有首播的黃金時段劇集，均配上中文字幕。此劇吸取之前兩部金庸劇的教訓，無綫開始捨得增加預算。因此，此劇獲得不錯的收視及回響，東方不敗扮演者魯振順更為人熟悉。

## 故事大綱
華山派大弟子令狐冲（呂頌賢飾）生性放蕩不羈，和古板嚴肅的掌門岳不群（王偉飾）形成鮮明對比。令狐冲和岳不群的女兒小師妹岳靈珊（陳少霞飾）從小就青梅竹馬，各人都認為令狐冲日後將會繼承岳掌門的衣缽。令狐冲雖然加入華山派多年，但武功一直平平，直到一次偶遇劍宗風清揚（鮑方飾）並被授予名震江湖的獨孤九劍，令狐冲劍法大有進展。心胸狹窄的岳不群發現令狐冲武功大漲，大有超越自己之勢，暗中對他十分不滿，藉口逐出師門。不群內裡奸險非常，為獨得《葵花寶典》，竟設計令武林各派自相殘殺，唯最終作法自斃。而沖則輾轉練成“吸星大法”，成為恆山派掌門。
另一方面，林平之（何寶生飾）家中因為藏有武林中人人欲得的辟邪劍譜而滿門遭到毒手，只有他一人逃脫。岳不群為了獲得《葵花寶典》而將平之招入華山派，表面上是為了保護平之，其實暗懷鬼胎。令狐冲被岳不群藉口逐出了師門，連一向感情深厚的小師妹亦轉投了林平之的懷抱，令狐冲心灰意冷之際開始獨自闖蕩江湖。後沖結識日月神教教主獨女任盈盈（梁珮玲飾），唯對珊未能忘情，盈只好黯然離開。沖始醒覺自己深愛對方，惜盈已身中劇毒，奄奄一息。但是一夜之後盈盈卻奇蹟般的痊癒了；原來東方不敗送給盈盈的胭脂中有毒，但卻是“三尸腦神丹”的解藥。沖和盈盈欣喜若狂，歡快成親後退隱江湖。

## 演員表

### 華山派
| 演員   | 角色       | 關係/暱稱                                                                                            |
| 鮑 方  | 風清揚     | 華山派劍宗，人稱「劍術神通」 岳不群、寧中則師叔 傳授令狐冲獨孤九劍                                   |
| 黃 新  | 岳不群師父 | 華山派氣宗 岳不群、寧中則師父 教授岳不群辟邪劍法殘招，遺命要求岳不群將辟邪劍法發揚光大               |
| 王 偉  | 岳不群     | 華山派掌門，後成為五嶽劍派掌門 華山派氣宗，江湖人稱「君子劍」 因修練辟邪劍法而自宮 第41集被儀琳所殺  |
| 呂頌賢 | 令狐冲     | 華山派大弟子 岳不群之徒，後被逐出師門 其後接任恆山派掌門之位 任盈盈之夫 獨孤九劍傳人                 |
| 李麗麗 | 寧中則     | 岳不群之妻，岳靈珊之母 華山派氣宗，江湖人稱「寧女俠」 第39集自殺身亡                                 |
| 陳少霞 | 岳靈珊     | 小師妹 岳不群、寧中則之女 林平之之妻 第38集被林平之所殺                                              |
| 陳榮峻 | 勞德諾     | 華山派二弟子 真實身份為左冷禪派往華山派的臥底 第43集被任盈盈下令與猴子終生鎖在一起                   |
| 鄧汝超 | 梁 發      | 華山派三弟子 第41集接任華山派掌門之位                                                                |
| 李家強 | 陸大有     | 六猴兒 華山派六弟子 第16集被勞德諾所殺                                                               |
| 江明輝 | 英白羅     | 華山派八弟子 岳不群之徒 第26集被岳不群所殺                                                           |
| 何寶生 | 林平之     | 林震南、林夫人之子 岳不群之徒 岳靈珊之夫 因修練辟邪劍法而自宮 最後敗於令狐沖，被關在梅莊地底的黑牢中 |
| 曹 濟  | 封不平     | 華山派劍宗傳人 成不憂師兄                                                                            |
| 薛純基 | 成不憂     | 華山派劍宗傳人 封不平師弟 第14集被桃谷四仙撕成四塊而亡                                               |
| 沈星錦 | 蔡子峰     | 華山派劍宗開山祖師                                                                                   |
| 王大偉 | 岳 肅      | 華山派氣宗開山祖師                                                                                   |

### 日月神教
| 演員 （粵語配音員） | 角色         | 關係/暱稱                                                                                  |
| 羅樂林              | 任我行       | 日月神教教主 任盈盈之父 第43集因力竭而亡                                                   |
| 梁珮玲              | 任盈盈       | 日月神教聖姑 任我行之女 令狐冲之妻                                                         |
| 魯振順              | 東方不敗     | 日月神教副教主，後發動叛亂奪得教主之位 因修練葵花寶典而自宮 第33集為救楊蓮亭而被任我行打死 |
| 劉 江               | 向問天       | 日月神教光明左使 令狐冲義兄 任我行死後接任教主之位                                         |
| 陳狄克              | 童百熊       | 風雷堂堂主 第33集被東方不敗所殺                                                            |
| 黎漢持              | 曲 洋        | 日月神教光明右使 與劉正風合作《笑傲江湖》之曲 第9集身亡                                    |
| 江麗娜 （林元春）   | 曲非煙       | 曲洋孫女 第9集被費彬所殺                                                                   |
| 羅國維              | 綠竹翁       | 日月神教四大護法之一 精通音律                                                              |
| 沈 威               | 平一指       | 外號「殺人名醫」                                                                           |
| 談佩珊              | 藍鳳凰       | 五仙教教主，任盈盈部下                                                                     |
| 何浩源              | 黄伯流       | 天河幫幫主，外號「銀髯蛟」，任盈盈部下                                                     |
| 廖麗麗              | 張夫人       | 任盈盈部下                                                                                 |
| 卓 凡               | 仇松年       | 外號「長髮頭陀」，任盈盈部下                                                               |
| 凌 漢               | 周孤桐       | 「桐柏雙奇」之一，瞎了左眼，任盈盈部下                                                     |
| 余慕蓮              | 吳柏英       | 「桐柏雙奇」之一，瞎了右眼，任盈盈部下                                                     |
| 黃天鐸              | 游 迅        | 「油浸泥鰍，滑不溜手」，任盈盈部下                                                         |
| 鄧煜榮              | 司馬大       | 長鯨島島主，任盈盈部下                                                                     |
| 鄭家生              | 祖千秋       | 與老頭子並稱「黃河老祖」，任盈盈部下                                                       |
| 蔡國慶              | 老頭子       | 與祖千秋並稱「黃河老祖」，任盈盈部下                                                       |
| 黃成想              | 黑 熊        | 「漠北雙熊」之一，任盈盈部下                                                               |
| 羅 維               | 白 熊        | 「漠北雙熊」之一，任盈盈部下                                                               |
| 古明華              | 計無施       | 外號「夜貓子」、「無計可施」，任盈盈部下                                                   |
| 李耀敬              | 楊蓮亭       | 東方不敗男寵 第33集被任我行打死                                                            |
| 李衛民              | 上官雲       | 日月神教白虎堂長老，外號「雕俠」 對任我行忠心                                              |
| 李子奇              | 賈 布        | 日月神教青龍堂長老，外號「黃面尊者」                                                       |
| 黃仲匡              | 鮑大雙       | 日月神教新十長老之一                                                                       |
| 陸希揚              | 秦偉邦       | 日月神教新十長老之一                                                                       |
| 文潔雲              | 桑三娘       | 日月神教新十長老之一                                                                       |
| 黃小龍              | 王 誠        | 日月神教新十長老之一                                                                       |
| 朱樂輝              | 日月神教弟子 |                                                                                            |
| 劉永晉              | 日月神教弟子 |                                                                                            |

### 恆山派
| 演員   | 角色     | 關係/暱稱 |
| 梁葆貞 | 定靜師太 | 恆山三定之一 第25集遭嵩山派假扮的刺客圍攻，因寡不敵眾、力盡而亡                                                 |
| 梁舜燕 | 定閒師太 | 恆山派掌門 恆山三定之一 第29集遭岳不群用繡花針射入心臟而亡，死前將恆山派掌門之位傳給令狐冲                      |
| 羅 蘭  | 定逸師太 | 恆山三定之一 第29集遭岳不群用繡花針射入心臟而亡                                                                 |
| 何美鈿 | 儀 琳    | 定逸師太弟子 不戒和尚與啞婆婆獨女                                                                               |
| 鄭柏麟 | 田伯光   | 江湖人稱「萬里獨行」的採花大盜                                                                                  |
| 郭德信 | 桃根仙   | 桃谷四仙 註：原著為桃谷六仙，分別為桃根仙、桃幹仙、桃枝仙、桃葉仙、桃花仙、桃實仙，這個版本少了「幹、葉」二仙。 |
| 焦 雄  | 桃枝仙   | 桃谷四仙 註：原著為桃谷六仙，分別為桃根仙、桃幹仙、桃枝仙、桃葉仙、桃花仙、桃實仙，這個版本少了「幹、葉」二仙。 |
| 虞天偉 | 桃花仙   | 桃谷四仙 註：原著為桃谷六仙，分別為桃根仙、桃幹仙、桃枝仙、桃葉仙、桃花仙、桃實仙，這個版本少了「幹、葉」二仙。 |
| 博 君  | 桃實仙   | 桃谷四仙 註：原著為桃谷六仙，分別為桃根仙、桃幹仙、桃枝仙、桃葉仙、桃花仙、桃實仙，這個版本少了「幹、葉」二仙。 |
| 華忠男 | 不戒和尚 | 儀琳生父 |
| 馮素波 | 啞婆婆   | 儀琳生母 |
| 鄭少萍 | 儀 和    | 恆山派弟子 |
| 溫雙燕 | 儀 清    | 恆山派弟子 第43集接任恆山派掌門之位                                                                             |
| 梁雪湄 | 儀 玉    | 恆山派弟子 |
| 陸婉芬 | 恆山弟子 | |
| 唐葳娜 | 恆山弟子 | |
| 呂映青 | 恆山弟子 | |

### 嵩山派
| 演員 （粵語配音員） | 角色   | 關係/暱稱                                                                  |
| 陳鴻烈 （林國雄）   | 左冷禪 | 嵩山派掌門，五嶽劍派盟主 第36集遭岳不群以繡花針刺瞎雙眼 第40集被令狐冲所殺 |
| 梁少狄              | 丁 勉  | 左冷禪二師弟（托塔手）                                                     |
| 方 傑               | 陸 柏  | 左冷禪三師弟（仙鶴手）                                                     |
| 張漢斌              | 費 彬  | 左冷禪四師弟（大嵩陽手） 第9集被莫大所殺                                   |
| 李海生              | 鍾 鎮  | 左冷禪五師弟（九曲劍）                                                     |
| 王 飛               | 卜 沉  | 左冷禪師弟（白頭仙翁）                                                     |
| 陳紹華              | 沙天江 | 左冷禪師弟（禿鷹）                                                         |
| 麥子雲              | 狄 修  | 左冷禪弟子                                                                 |

### 衡山派
| 演員   | 角色       | 關係/暱稱                                                                   |
| 孫季卿 | 莫大       | 衡山派掌門，外號「瀟湘夜雨」                                                |
| 黎耀祥 | 劉正風     | 衡山派副掌門，江湖人稱「劉三爺」 與曲洋合作創作出《笑傲江湖》之曲 第9集身亡 |
| 許實賢 | 向大年     | 劉正風弟子                                                                  |
| 游 飆  | 米為義     | 劉正風弟子                                                                  |
| 劉桂芳 | 劉正風夫人 |                                                                             |
| 陳展鵬 | 劉公子     | 劉正風長子                                                                  |
| 梁熙豪 | 衡山弟子   |                                                                             |

### 泰山派
| 演員   | 角色     | 關係/暱稱                             |
| 譚一清 | 天門真人 | 泰山派掌門 第35集沖破穴道自斷經脈而亡 |
| 張鴻昌 | 天松道人 | 天門真人師弟 第35集自殺身亡           |
| 梁明華 | 天松道長 | 天門道人師弟                          |
| 呂劍光 | 玉璣子   | 天門道人師叔                          |
| 區 嶽  | 玉磬子   | 天門道人師叔                          |
|        | 玉音子   | 天門道人師叔                          |
| 何掌君 | 遲百城   | 泰山弟子                              |
| 盧 劉  | 泰山弟子 |                                       |
| 鄭瑞曉 | 泰山弟子 |                                       |
| 羅貫峰 | 泰山弟子 |                                       |

### 福威鏢局
| 演員   | 角色     | 關係/暱稱 |
| 蔡 瀰  | 林遠圖   | 原為福建莆田少林寺和尚，法號「渡元」，紅葉禪師弟子 還俗後創建福威鏢局 靠著葵花寶典而自創出「七十二路辟邪劍法」 林震南之祖父 |
| 朱鐵和 | 林震南   | 福威鏢局第三代傳人 林遠圖之孫，林平之之父 遭到余滄海虐殺                                                                    |
| 黃愷欣 | 林妻王氏 | 林震南之妻，林平之之母 遭到余滄海虐殺                                                                                       |
| 黃煒琳 | 鄭鏢頭   | 福威鏢局鏢頭 |
| 鄭英龍 | 史鏢頭   | 福威鏢局鏢頭 |
| 湯俊明 | 陳 七    | 福威鏢局家丁 |

### 青城派
| 演員   | 角色     | 關係/暱稱                                                           |
| 關 菁  | 余滄海   | 青城派掌門 余人彥之父 第37集被林平之所殺                              |
| 劉少君 | 人彥     | 余滄海之子 第3集被林平之誤殺                                        |
| 陳勉良 | 賈人達   |                                                                     |
| 王維德 | 侯人英   | 青城四秀之一，被令狐冲譏為青城四獸 第40集被岳不群扶植成為青城派掌門 |
| 郭卓樺 | 洪人雄   | 青城四秀之一，被令狐冲譏為青城四獸                                  |
| 麥嘉倫 |          | 青城四秀之一，被令狐冲譏為青城四獸                                  |
| 王啟德 | 羅人傑   | 青城四秀之一，被令狐冲譏為青城四獸 第5集被令狐冲所殺                |
| 李志偉 | 青城弟子 |                                                                     |

### 少林寺
| 演員   | 角色     | 關係/暱稱              |
| 張英才 | 方證大師 | 少林寺方丈             |
| 何璧堅 | 方生大師 | 方證師弟               |
| 李華幹 | 紅葉襌師 | 渡元和尚（林遠圖）師父 |

### 武當
| 演員   | 角色  | 關係/暱稱 |
| 談泉慶 | 沖 虛 | 武當掌門  |
| 沈恆生 | 成 高 | 沖虛師侄  |
| 凌志雄 | 清 虛 | 沖虛師弟  |

### 梅莊
| 演員   | 角色   | 關係/暱稱                                                           |
| 陳中堅 | 黃鍾公 | 江南四友之一，好音律，擅琴 因不歸順任我行，而被吸星大法吸盡真氣而亡 |
| 梁欽棋 | 黑白子 | 江南四友之一，棋癡 被令狐冲用吸星大法廢去武功                       |
| 李龍基 | 禿筆翁 | 江南四友之一，書法狂 歸順於任我行                                   |
| 鄺佐輝 | 丹青生 | 江南四友之一，嗜畫好酒 歸順於任我行                                 |
| 王偉樑 | 丁 堅  | 梅莊家僕，外號「一字電劍」                                          |

### 其他演員
| 演員   | 角色       | 關係/暱稱                           |
| 鄭 雷  | 木高峰     | 外號「塞北明駝」 第37集被林平之所殺 |
| 陳志雄 | 王元霸     | 林平之外祖父，外號「金刀無敵」      |
| 羅君左 | 王伯奮     | 王元霸長子，林平之舅舅              |
| 黃振寧 | 王仲強     | 王元霸次子，林平之舅舅              |
| 林映輝 | 老不死     | 老頭子之女                          |
| 李 穎  | 藍鳳凰手下 |                                     |
| 郭子菲 | 藍鳳凰手下 |                                     |
| 王俊琴 | 藍鳳凰手下 |                                     |
| 黃一飛 | 吳天德     | 新任福建泉州府參將                  |
| 許思敏 |            | 來來賭坊外圍觀民眾                  |

## 選角
自1992年電影《笑傲江湖II東方不敗》由林青霞演的東方不敗深入民心，影視改編作品多起用英氣女演員演東方不敗，本劇一反這種風氣，起用男演員魯振順演繹東方不敗，他的造型符合原著中像「老妖怪」、「不男不女的老旦」的描述，更獲原作者金庸肯定。
飾演男主角令狐沖的呂頌賢亦曾被金庸評為眼神和表情與心目中的令狐沖相似。呂頌賢以往多演配角，這次演出令他走紅，是他從亞洲電視轉投無綫電視後的重要轉捩點，令他得以在中國內地市場發展。有指令狐沖的首選演員本是古巨基。呂頌賢曾憶述，拍攝本劇期間他與飾演林平之的何寶生，在飾演岳不群的王偉介紹下認識佛學，後來呂頌賢成為素食者，何寶生更出家為僧。
飾演女主角任盈盈的梁珮玲評價兩極，有稱讚其氣質與美貌，亦有評作最醜版本的任盈盈，亦有指她像大家閨秀，欠缺魔教聖姑的邪美。

## 配樂
常用配樂包括：美國電視劇《Kung Fu: The Legend Continues》的配樂。

## 電視節目的變遷
| 香港無綫電視翡翠台 星期一至五 19:05-20:00 時段 | 香港無綫電視翡翠台 星期一至五 19:05-20:00 時段 | 香港無綫電視翡翠台 星期一至五 19:05-20:00 時段 |
| ---------------------------------------------- | ---------------------------------------------- | ---------------------------------------------- |
|                                                | 笑傲江湖 (1996.06.24 - 1996.08.16)             |                                                |
| 盞鬼老豆 (1996.06.03 - 1996.06.21)             | 五個醒覺的少年 (1996.08.19 - 1996.09.06)       |                                                |

| 東森電影台 週六至日 17:00 - 19:00 (6/22播出時間為17:00 - 18:00) | 東森電影台 週六至日 17:00 - 19:00 (6/22播出時間為17:00 - 18:00)                                                            | 東森電影台 週六至日 17:00 - 19:00 (6/22播出時間為17:00 - 18:00) |
| --------------------------------------------------------------- | --- | --------------------------------------------------------------- |
|                                                                 | 笑傲江湖 (2013.04.07 - 2013.06.22)                                                                                         |                                                                 |
| 天龍八部 (2013.01.27 - 2013.04.06)                              | 神鵰俠侶 (2013.06.22 - 2013.08.24) (6/22播出時間為18:00-19:00) (6/23起播出時間為17:00-19:00) (8/24起播出時間為17:00-18:00) |                                                                 |

## 外部連結
- 《笑傲江湖》 Mytv Super （页面存档备份，存于）
- 豆瓣电影上《笑傲江湖》的資料 （简体中文）